# Kelly Erikson
Kelly Erikson (Mineápolis, Minnesota; 3 de febrero de 1981) es una actriz pornográfica estadounidense.

## Biografía
Kelly en sus últimos años de estudio también trabajó como cajera en un supermercado de la cadena, Wal-Mart. A los 17 años su personalidad comenzó a cambiar radicalmente y comenzó a fantasear con ser actriz porno. Poco tiempo después, tras terminar el instituto, vio un anuncio en el periódico que pedía modelos eróticas para un sitio web de internet al que respondió.

## Carrera como actriz porno
A los 19 años Kelly se sometió a una operación de aumento de pecho, pasando de una talla 80 a una 105. Comenzó a trabajar como modelo porno para el sitio web iFriends, realizando espectáculos de masturbación en vivo vía webcam. Gracias a su trabajo de modelo porno en internet, el cazatalentos porno Jim South se interesó por ella y le ofreció rodar películas porno.
Kelly aceptó y en 2002 rodó su primera película porno, Finally Legal 7. Muy poco tiempo después firmó un contrato exclusivo con la productora Metro que se rompió en 2005 debido a problemas entre Kelly y el estudio, al que acusó de impago. Tras sus problemas con la productora, Kelly se tomó unos meses de descanso fuera del porno y a principios de 2006 continuó rodando escenas. Tras su pausa en el porno, Kelly afirmó estar muy interesada en trabajar como directora de su género favorito, gonzo muy duro, y se ha asociado con la productora Defiance Films para la que ha comenzado a dirigir películas.
Kelly además dirige y es websmistress de su propio sitio web, ClubHardcore.tv, al que dedica mucho tiempo, y tiene una gran pasión por los delfines.